# Pterulaceae
Pterulaceae is een botanische naam van een familie van schimmels. Volgens de Index Fungorum [7 maart 2009] bestaat de familie uit de volgende negentien geslachten: Actiniceps, Adustomyces, Allantula, Aphanobasidium, Chaetotyphula, Coronicium, Deflexula, Dimorphocystis, Flavophlebia, Globulicium, Lepidomyces, Merulicium, Parapterulicium, Penicillaria, Phaeopterula, Pterula, Pterulicium, Radulomyces en Wiesnerina.